# 新和薬品
新和薬品株式会社（しんわやくひん）は、かつて存在した医薬品・衛生材料・化粧品の卸売を中心とする日本の企業。現在は東邦薬品（共創未来）グループの一社「セイエル」である。医薬品の卸売手。地盤は岡山。

## 概要
- 本社は岡山県岡山市奥田西町5-39
- 代表取締役社長　近藤種四郎

## 大株主
- 三共
- 株式会社ダテ薬局
- 中外製薬
- 伊達淳蔵
- 明和薬品
- 津山薬品株式会社
- 小林製薬

## 沿革
- 1964年（昭和39年）12月 - 岡山市の「明和薬品」・倉敷市の「伊達薬業（ダテ薬局）」卸部門・津山市の「津山薬品」が合併し岡山市に設立
- 1975年（昭和50年） - 鳥取県鳥取市の「サンユー薬品株式会社」と合併し「鳥取営業所」・「倉吉営業所」を設立
- 1979年（昭和54年）2月 - 岡山県の営業を杉本薬品に譲渡。杉本薬品は杉本新和に商号変更。
- 1979年（昭和54年）3月 - 鳥取県の鳥取営業所・倉吉営業所を成和産業（現：ティーエスアルフレッサ）に譲渡

## 営業所
- 岡山県：津山市・岡山市・倉敷市・新見市
- 鳥取県:鳥取市・倉吉市

## 主な取引メーカー
- 三共29.7％
- 中外製薬11.0％
- 藤沢薬品工業5.5％
- 杏林製薬5.2％
- 明治製菓4.0％
- 富山化学工業3.3％
- 日本ケミファ2.7％
- 久光製薬2.3％
- 参天製薬2.1％
- ファイザー1.2％
- 稲畑産業1.2％
- 協和発酵1.1％